# Sarmīte Ķikuste
Sarmīte Ķikuste (ur. 20 grudnia 1962 w Balvi) – łotewska lekarka i działaczka polityczna, posłanka na Sejm Republiki Łotewskiej (2002–2010).

## Życiorys
W młodości kształciła się w szkole średniej w Krasławie. W 1987 ukończyła studia w Ryskim Instytucie Medycznym, w następnym roku zrobiła specjalizację z ginekologii. W 2003 uzyskała stopień magistra nauk społecznych w dziedzinie ekonomii na Uniwersytecie Dyneburskim. W 2009 została magistrem pedagogiki na Uniwersytecie Łotewskim.
Pracowała jako lekarz ginekolog w klinice "Ģimenes veselība". Zaangażowała się w działalność partyjną, zostając prezesem dyneburskiego oddziału Nowej Ery (Jaunais laiks, JL). Przez dwie kadencje sprawowała mandat posłanki na Sejm Republiki Łotewskiej z listy JL (2002–2010). W parlamencie pełniła obowiązki przewodniczącej grupy łotewsko-litewskiej. W wyborach w 2010 i 2011 bez powodzenia ubiegała się o reelekcję. Po odejściu z parlamentu przez rok pracowała jako dyrektor departamentu rozwoju urzędu miejskiego w Dyneburgu, następnie weszła w skład zarządu miejskiego szpitala psychiatrycznego. W sierpniu 2012 została jego dyrektorem. Przez pewien okres była także doradczynią ministra spraw wewnętrznych. W wyborach w 2013 ubiegała się o mandat radnej Dyneburga z listy "Jedności". W tym samym roku zrezygnowała z ubiegania się o miejsce w Sejmie.
Kierowała Dyneburskim Klubem Kobiet Biznesu "Olivia". Jest działaczką Towarzystwa Łotewskiego w Dyneburgu.
Jest rozwiedziona, wychowuje syna.

## Odznaczenia
- Medal Rady Bałtyckiej – 2006[8]